# 霍羅霍利納
48°45′56″N 24°34′57″E / 48.76556°N 24.58250°E
霍羅霍利納（羅馬化：Horokholyna）是烏克蘭西部的村莊，隸屬伊萬諾-弗蘭科夫斯克州的伊萬諾-弗蘭科夫斯克區。該村面積20平方公里，海拔高度348米，2001年人口2,414，人口密度每平方公里120.7人。